# Ugo (Akita)
Ugo (羽後町?, Ugo-chō) è una cittadina giapponese della prefettura di Akita.